# Нестеренко Микола Васильович
Микола Васильович Нестеренко (нар. 22 липня 1926, Алчевськ — пом. 22 вересня 2004, Черкаси) — український художник; член Спілки радянських художників України з 1963 року.

## Біографія
Народився 22 липня 1926 року в місті Алчевську (нині Луганська область, Україна). Брав участь у німецько-радянській війні. Член КПРС.
Навчався у Ленінградському художньо-педагогічному училищі; у 1949—1950 роках — у художній школі при Ленінградському інституті живопису, скульптури та архітектури імені Іллі Рєпіна; 1956 року закінчив Київський художній інститут (викладачі: Сергій Григор'єв, Василь Касіян, Федір Самусєв, Костянтин Заруба, Сергій Єржиковський, Михайло Іванов, Валентин Задорожний, Леонід Чичкан).
Після здобуття фахової освіти працював у видавництві та газетах Ужгорода; з 1965 року — у Черкасах. Жив у Черкасах в будинку по Вулиця Байди Вишневецького, № 32, квартира № 13. Помер в Черкасах 22 вересня 2004 року.

## Творчість
Працював в галузі станкового живопису, станкової графіки та політичного плаката, створював пейзажі, портрети. Серед робіт:
- плакати
  - «Більше картоплі країні» (1954);
  - «Великому російському народові — слава!» (1954);
- акварелі
  - «Гуцулка» (1957);
  - «Віра» (1963);
- графіка
  - «І. Степаненко» (1975);
  - «Наше майбутнє. Дитсадочок у Черкасах» (1986);
  - «Софіївка. Острів кохання» (1986);
  - «Софіївка. Білий місток над річкою Кам'янкою» (1986);
  - «Софіївка. Водоспад» (1986);
  - «Літній пейзаж» (1987);
- живопис
  - «Бригадир П. Лазебник» (1986);
  - «Затока» (1992);
  - «Надвечір'я» (1992).
- ілюстрації до книги «Ми і діти» Володимира Ладижця (1962).

Брав участь у всеукраїнських виставках з 1954 року, зарубіжних — з 1959 року.
Твори знаходяться в Національному художньому музеї України в Києві, Луганському, Черкаському, Ростовському художніх музеях, а також в приватних збірках в Росії, Німеччини, Бельгії, Японії, США, Іспанії, Туреччині та Ізраїлі.